# Omloop van het Waasland 2002
De 38e editie van de Belgische wielerwedstrijd Omloop van het Waasland vond plaats op 17 maart. De wedstrijd werd verreden in en rond Kemzeke. Deze editie werd gewonnen door Peter van Agtmaal.  

## Uitslag
| Omloop van het Waasland 2002 |                   |                               |          |
| Plaats                       | Naam              | Ploeg                         | Tijd     |
| Winnaar                      | Peter van Agtmaal | Bert Story-Piels              | 4u25'00" |
| 2                            | Gert Vanderaerden | Palmans-Collstrop             | z.t.     |
| 3                            | Max Becker        | Palmans-Collstrop             | z.t.     |
| 4                            | Steven De Cuyper  | Pro Cycling Team Nissan       | z.t.     |
| 5                            | Hans Dekkers      | Rabobank Espoirs              | z.t.     |
| 6                            | Dimitri De Fauw   | Domo-Retie                    | z.t.     |
| 7                            | Steven Peters     | Bert Story-Piels              | z.t.     |
| 8                            | Martin van Steen  | Van Hemert Groep Cycling Team | z.t.     |
| 9                            | Gert Dams         | Pro CT Nissan                 | z.t.     |
| 10                           | Chris Deckers     | Deschacht Team                | z.t.     |

1965 · 1966 · 1967 · 1968 · 1969 · 1970 · 1971 · 1972 · 1973 · 1974 · 1975 · 1976 · 1977 · 1978 · 1979 · 1980 · 1981 · 1982 · 1983 · 1984 · 1985 · 1986 · 1987 · 1988 · 1989 · 1990 · 1991 · 1992 · 1993 · 1994 · 1995 · 1996 · 1997 · 1998 · 1999 · 2000 · 2001 · 2002 · 2003 · 2004 · 2005 · 2006 · 2007 · 2008 · 2009 · 2010 · 2011 · 2012 · 2013 · 2014 · 2015 · 2016 · 2017 · 2018 · 2019 · 2020 · 2021 · 2022 · 2023 · 2024